# タイ国共産党

タイ国共産党の党旗

タイ国共産党（พรรคคอมมิวนิสต์แห่งประเทศไทย, 1952年～) あるいはタイ共産党 (พรรคคอมมิวนิสต์ไทย, 1942年12月1日～) あるいはシャム共産党は、シャム（タイ）王国で1930年に結成された共産主義政党。略称はCPT (พ.ค.ท.) ただし、「タイ共産党」の名で政治政党として正式に成立したのは1942年12月1日である。1952年以降タイ国内では非合法政党となっている。タイ国共産党のうち武装した部隊をタイ国人民解放軍あるいはPLATと呼ぶ。

## 歴史
東南アジア地域での共産党の活動は、華僑と印僑（例：インド人港湾労働者に結成されたビルマ共産党）によるところが大きい。シャムの南、英領マラヤ（現在のシンガポール、マレーシア）で活動していた中国共産党広東省委員会に属する南洋共産党は北方のシャムにまで活動ネットワークを広げ、その指導の下に1927年以降南洋共産党シャム特別委員会が誕生した。一方、同じシャムの東北部ではベトナム青年革命会の流れを受けついだ共産主義グループが存在しており、この２つのグループが1930年4月に統合することでシャム共産党は誕生した。しかしながら、南洋共産党シャム特別委員会はマラヤ共産党（1930年南洋共産党から改名）と同様、華僑を中心とした組織であり、もう一方の共産主義グループもベトナム移民によって構成されたものであった。そのためシャム共産党は、結党の時点ではシャム（タイ）人党員は一人も存在しなかった。シャム共産党は、このような事情でマラヤ共産党、インドシナ共産党との結びつきが極めて強く、両党との密接な関係下で活動展開をしていった。
付け加えれば、シャム共産党、マラヤ共産党、インドシナ共産党、フィリピン共産党の結成年は全て同じ1930年である。
1976年の血の水曜日事件以降学生を中心とした民主活動家が北部の山岳地帯に逃げ込み共産党の活動に参加した。1982年に時の首相、プレームが特赦をもって投降するよう呼びかけ徐々に弱体化。1987年に最後の武装部隊（トン・チェームシーが指揮）が投降した。
これらの元共産党員の活動家の中には、1992年以降の民主化によって国政に参加した者もいる。愛国党の副秘書でタクシン・シナワット内閣で運輸省副大臣を務めたプームタム・ウェーチャヤチャイ、農業省副大臣を務めたプラパット・パンヤーチャートラック（通称、アイ・カーンヤーオ）、情報通信技術省大臣を務めたスラポン・スープウォンディー、副首相やエネルギー大臣などを務めたプロミン・ルートスリデートなどがいる。タクシン政権は旧共産党の人脈を活用したため、タイを秘密裏に共産主義国家に変えようとしていると反タクシン派（民主市民連合など）が主張するフィンランド・プロットと呼ばれる陰謀論の対象となった。
ちなみに2006年9月クーデターの後2008年までタイ王国の首相を務めていたスラユット・チュラーノンの父親もタイ国共産党の幹部である。

## 定義
タイに於いては1952年に制定された反共法以降、共産主義者の定義が成された。同法律題三条によれば、「国王を君主とする民主主義体制に背く」ことや、「国家の経済政策を転向させようとする行為」、これらの目的のために「社会の秩序を乱したりする」者や様々な活動を行う者であると明言されている一方、逆にプリーディー・パノムヨンの様に、思想的には共産主義的であったが、政府から共産主義者でないとする「お墨付き」までもらっている人物もいた。
これらのことから、タイに於いては必ずしも、「共産主義者=共産主義思想の持ち主」ではないことに注意する必要がある。